# Geloso
Geloso, fundada en 1931 por Giovanni Geloso, fue un fabricante italiano de radios, televisores, amplificadores, receptores de radioaficionados, equipos de audio y componentes electrónicos.  su sede estaba situada en Milán, Viale Brenta 29. 

## Historia

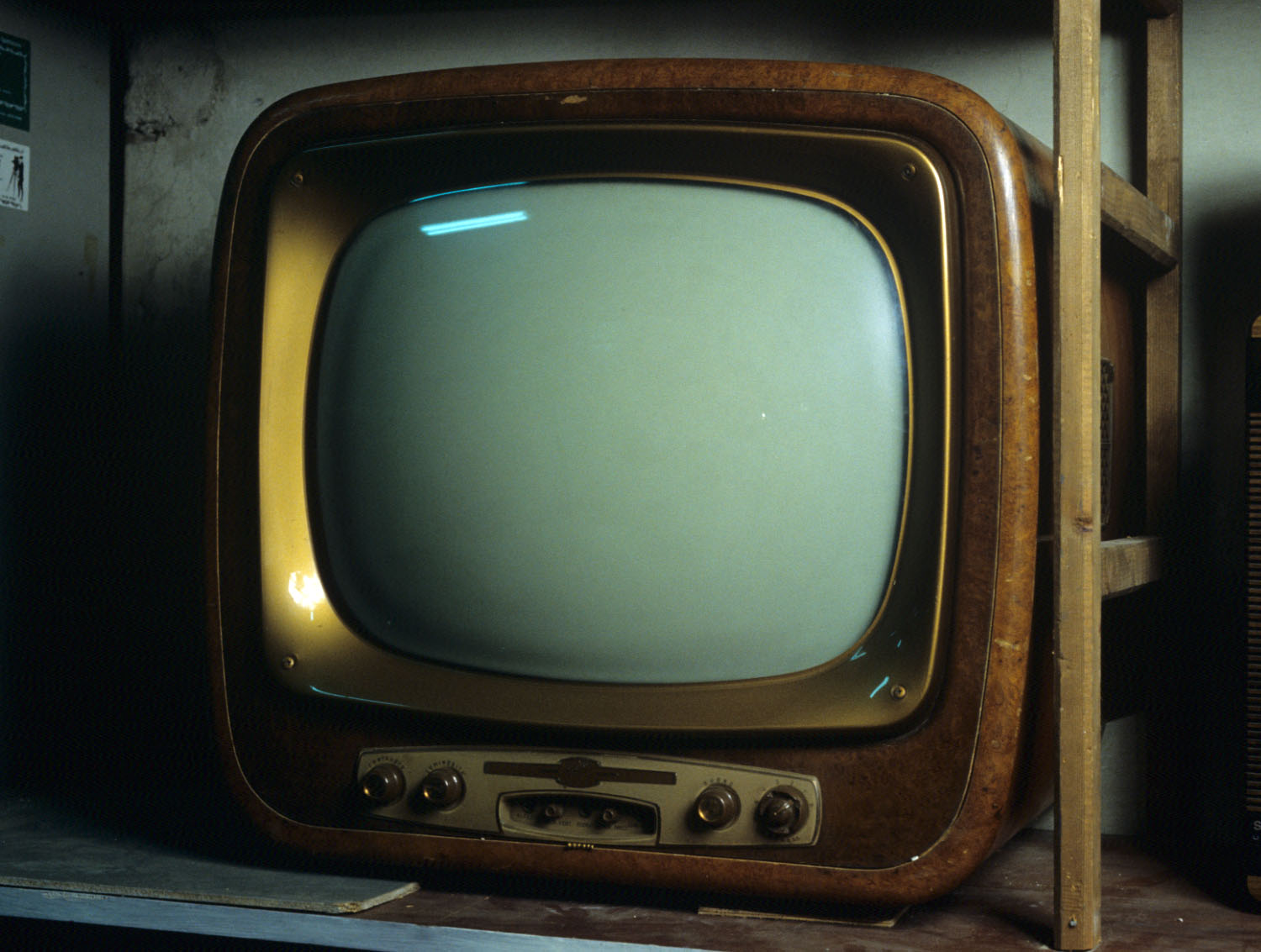
Televisión móvil Geloso de 1955

En 1931 la empresa inició la producción no sólo de aparatos de radio sino también de la mayoría de los componentes electrónicos con los que estaban construidos y, con el tiempo, también desarrolló y patentó muchos otros. Después de la Segunda Guerra Mundial, Geloso amplió y amplió su producción, convirtiéndose a partir de 1950 en un punto de referencia para los entusiastas de la electrónica de consumo y los aficionados. Los numerosos productos de la marca Geloso eran conocidos en toda Italia y muy apreciados en el extranjero. La producción consistió en productos innovadores conocidos por su alta calidad, construcción sólida y precio razonable. La producción principal estuvo compuesta por radios, amplificadores, grabadoras, televisores, kits e instrumentos profesionales de laboratorio. Estos se complementaron con componentes como condensadores, resistencias, potenciómetros, interruptores, conectores, transformadores y micrófonos. 
A la muerte de su fundador en 1969, Geloso S. p. A. se había convertido en un imperio con ocho plantas de producción y una red comercial capilar y eficiente. La producción continuó hasta 1972, año en que cerró definitivamente. Hubo varias razones para este cierre, entre otras, la feroz competencia extranjera, problemas de gestión, demandas sindicales y endeudamiento masivo con los bancos.  Emblemática la definición de "Neo a borrar" dada por Victori Valletta (persona notoriamente vinculada a Mediobanca) en relación con el sector electrónico de Olivetti. 

## Boletín Técnico Geloso
Geloso era considerado un buen hombre de negocios, pero también alguien que quería compartir su pasión por la electrónica. En 1931 produjo una publicación trimestral gratuita conocida como 'Boletín Técnico GELOSO'. Este contenía todo lo necesario para la reparación y desarrollo de sus equipos, pero también y sobre todo consejos, instrucciones, características, esquemas de circuitos y todo lo que los técnicos y aficionados necesitaban saber. Eran los años en los que no había centros de formación; además, las escuelas especializadas en electrónica eran extremadamente raras. Estos boletines técnicos tuvieron el mérito de difundir, de manera sencilla y clara, conocimientos a personas que de otro modo no habrían podido aprender y desarrollar su pasión.

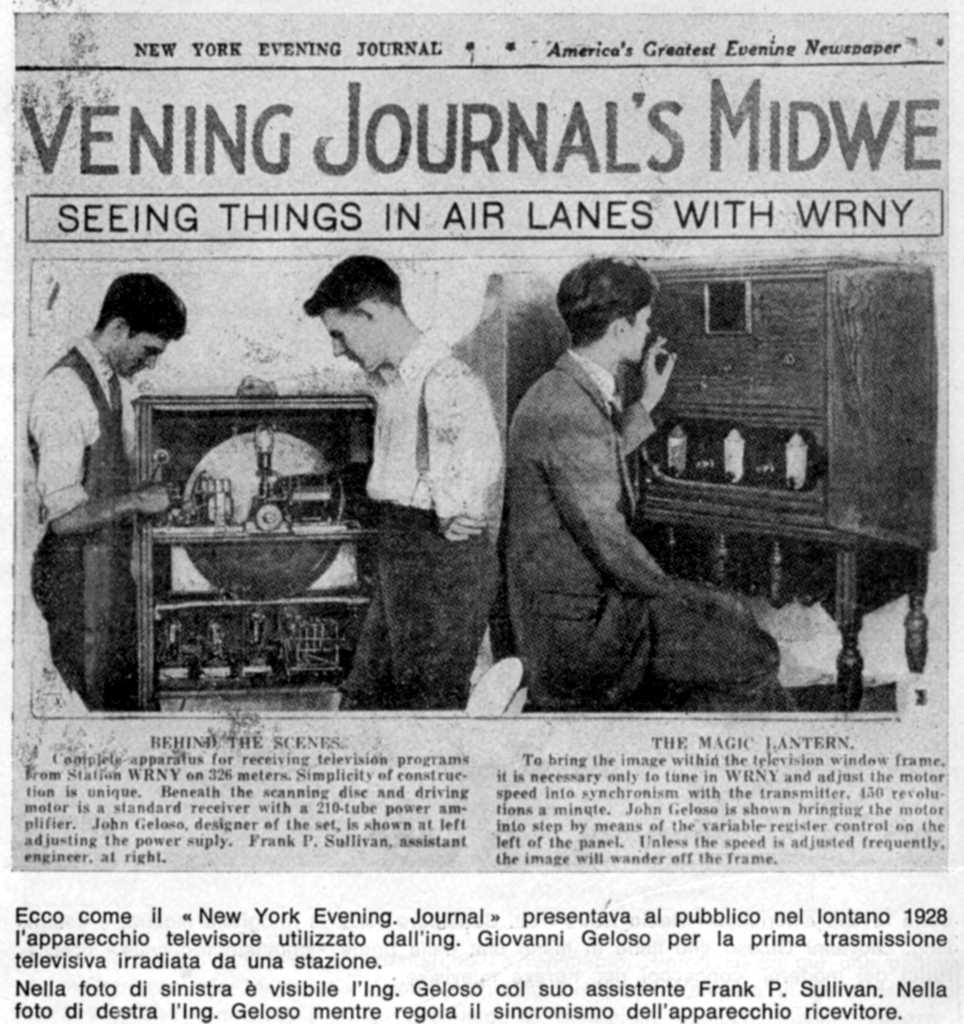
Boletín Técnico Geloso n.108-109 1968/1969. Las noticias reportadas por los periódicos de la época.
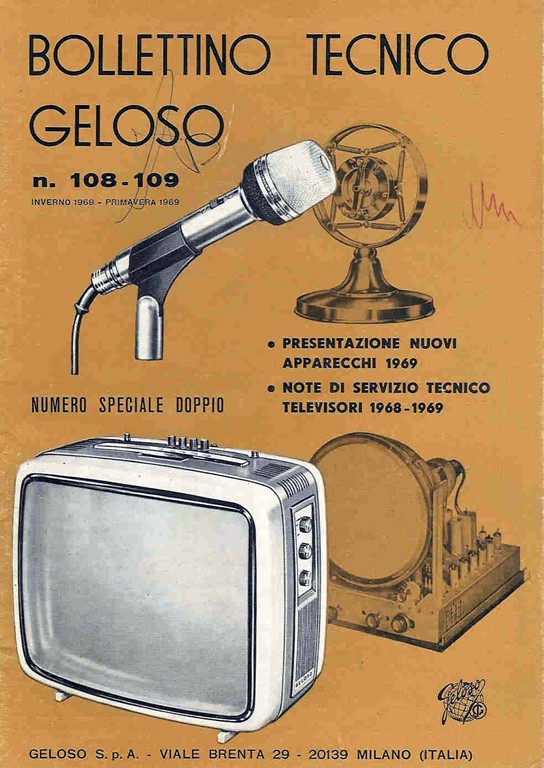
Boletín Técnico Geloso n.108-109 1968/1969
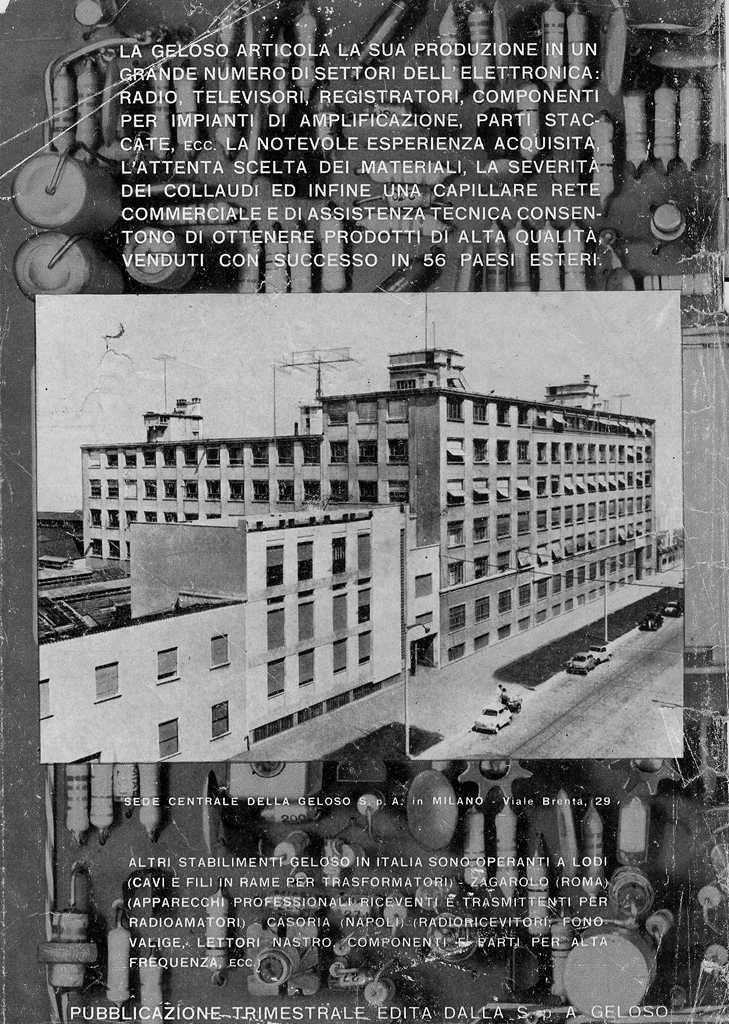
Boletín Técnico Geloso n.108-109 1968/1969
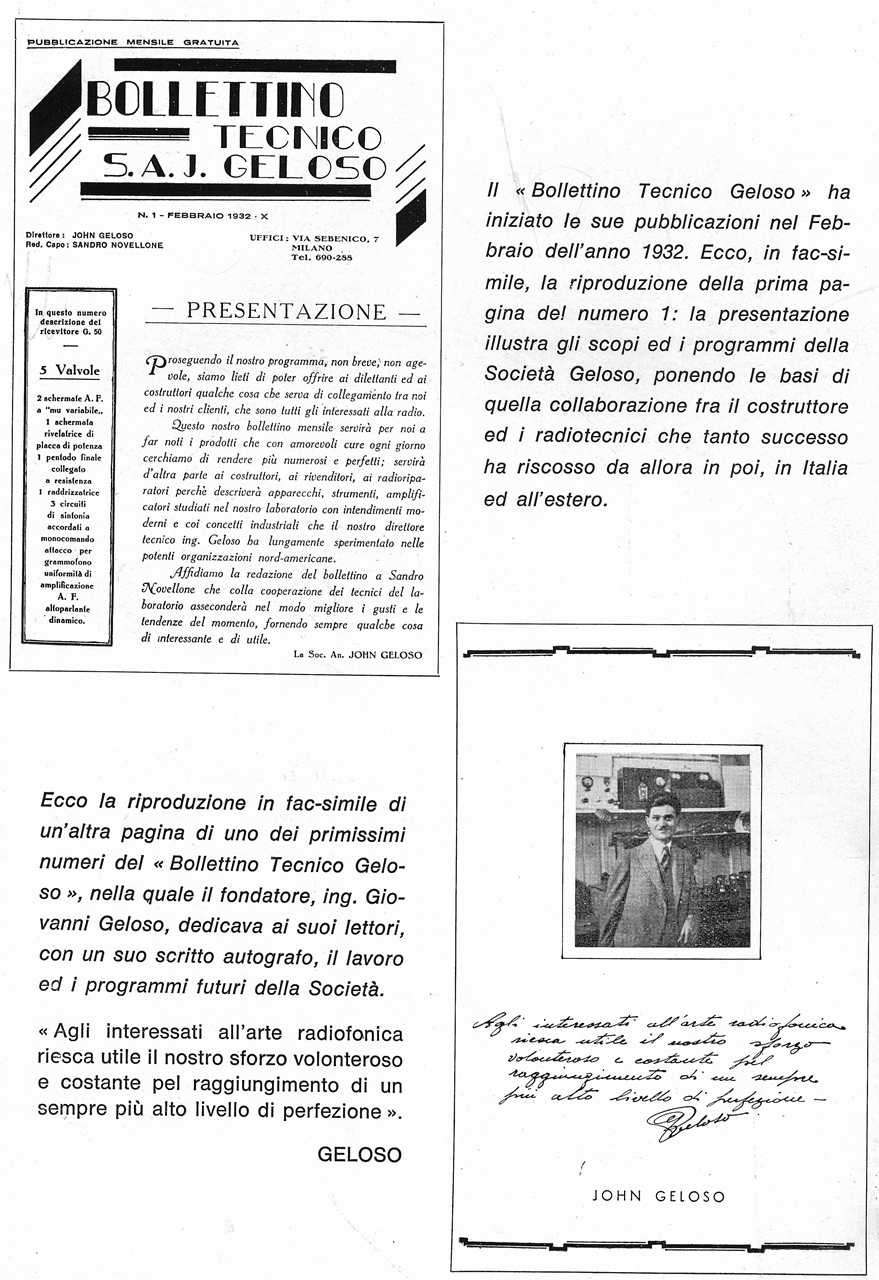
Boletín Técnico Geloso n.108-109 1968/1969 contiene una nota de J. Geloso y una fotocopia del primer boletín técnico de 1932.
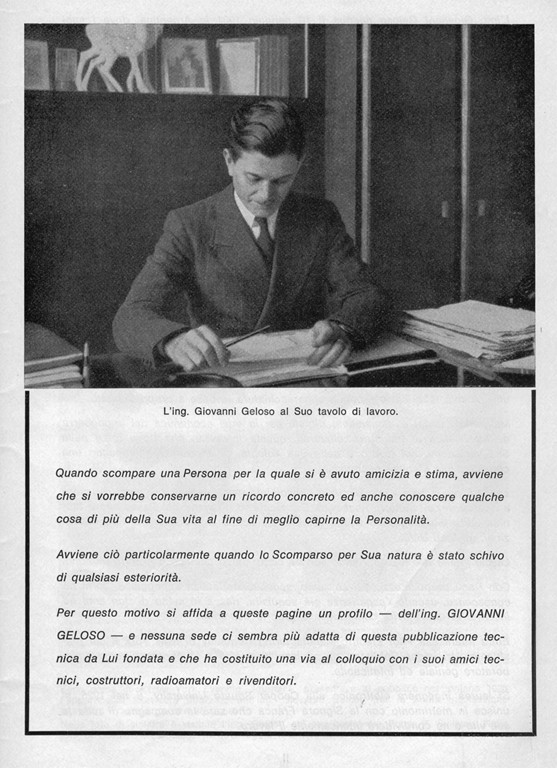
Boletín Técnico Geloso n.108-109 1968/1969: homenaje a J. Geloso
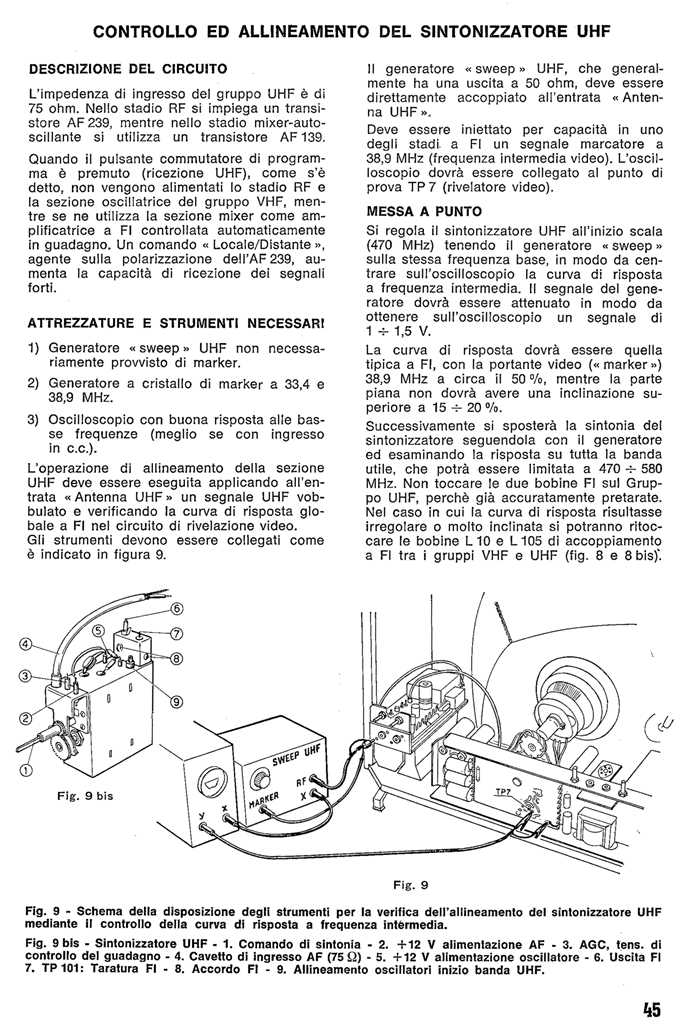
Boletín Técnico Geloso n.108-109 1968/1969: una página típica de boletín

## Kits de automontaje

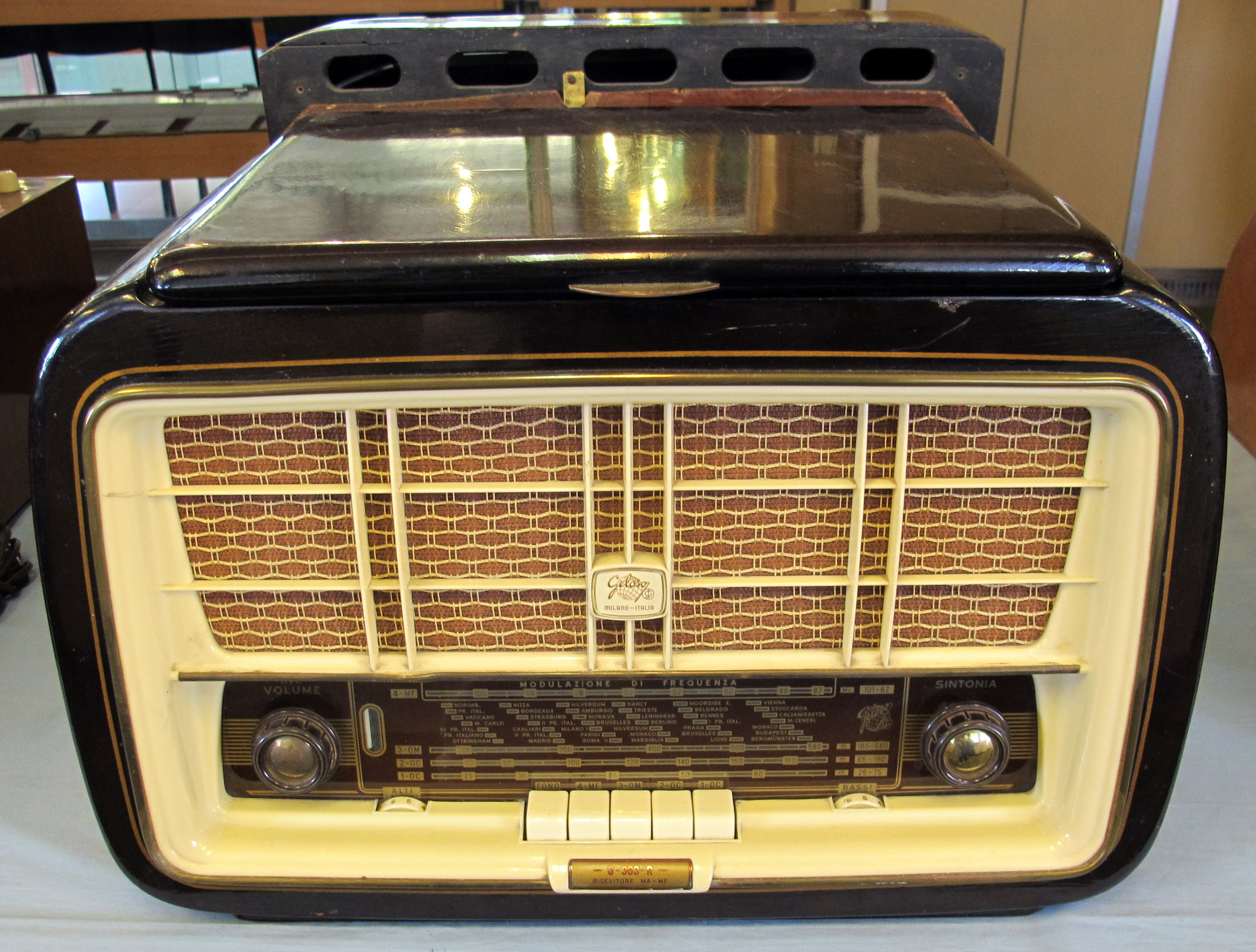
Radio vintage geloso

Otra aportación importante de Geloso al conocimiento y popularización de la tecnología de la radio y de la televisión fueron principalmente los kits de montaje que permitían al comprador construir un receptor de televisión o radio, incluso equipos de radioafición, casi desde cero. El punto de partida era el chasis metálico proporcionado sobre el que se ensamblaban los componentes. Algunas subconjuntos pre-montados y pre-calibrados facilitaban el trabajo. Siguiendo las instrucciones de los boletines, todo el conjunto podía seguir una calibración final quedando todo completado y listo para ser instalado en un mueble de madera con pomos, botones, etc., todo con la marca Geloso.

Geloso S. p. A. fue fabricante de equipos de radioaficionados entre 1931 y 1972. Algunos de los productos de Geloso SpA de mayor éxito fueron: receptores de radio, grabadoras, amplificadores de audio, tocadiscos, televisores, repuestos para radio y TV, receptores y transmisores de radioaficionado.

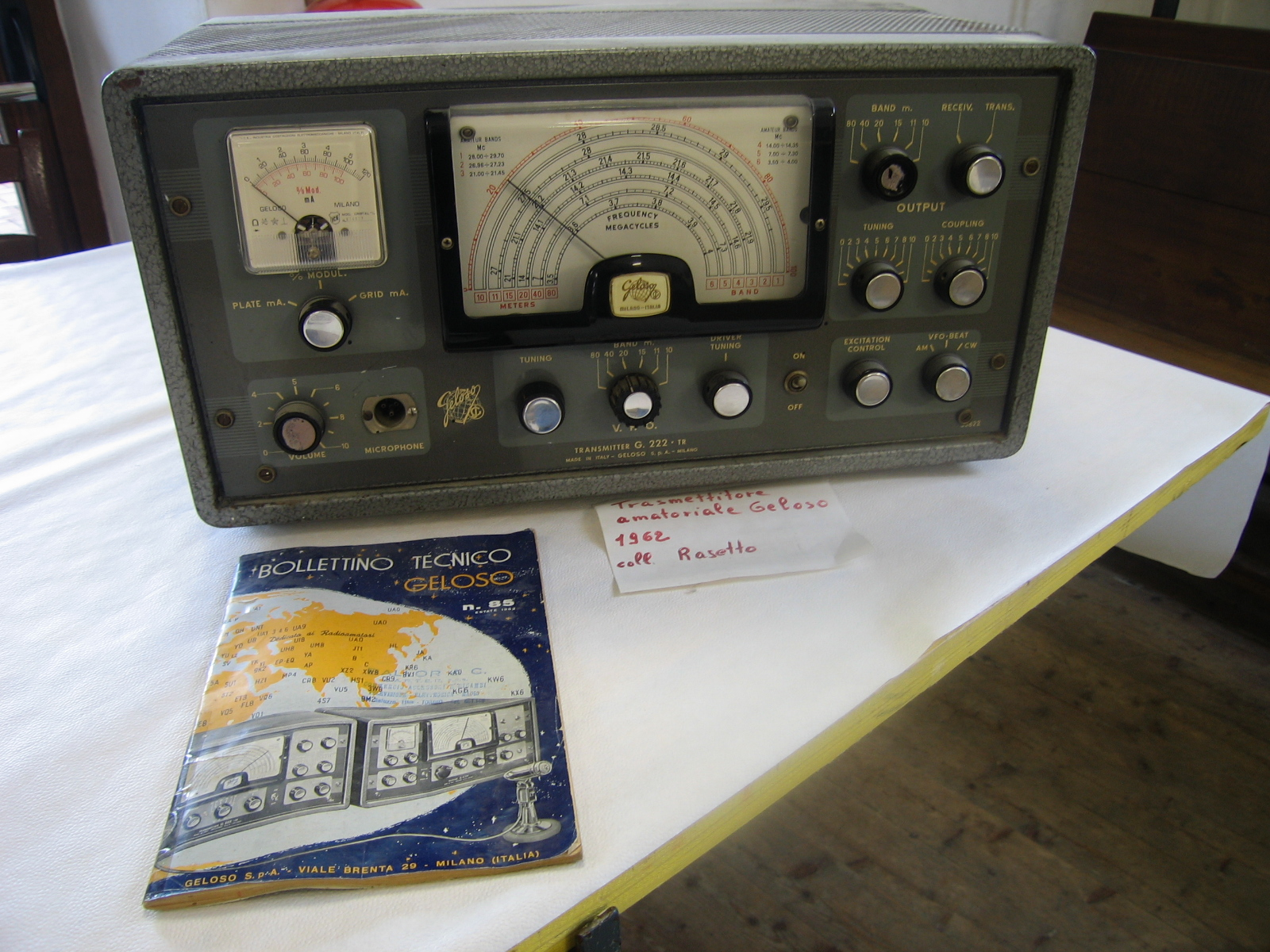
Transmisor aficionado - año 1962
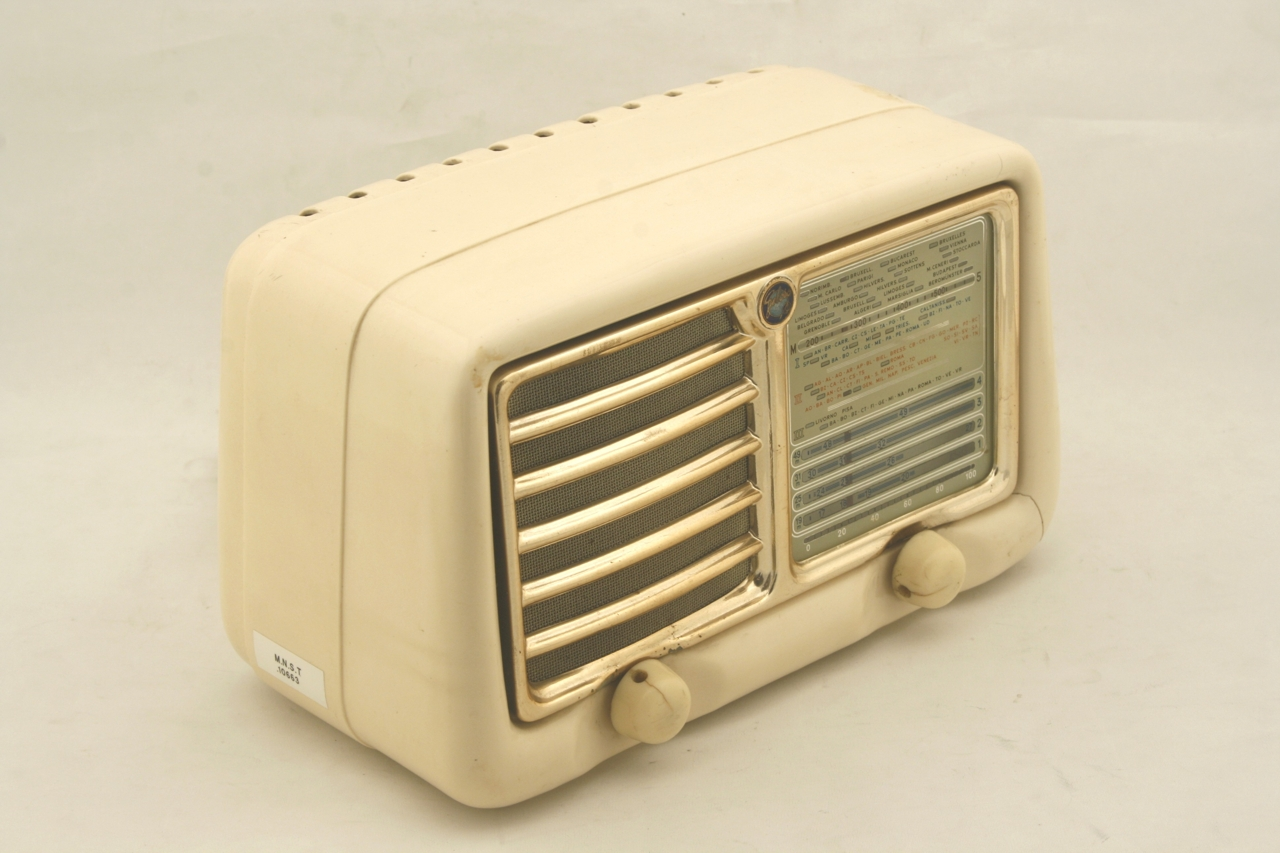
Receptor de radio Geloso G 303 B serie ANIE - año 1956
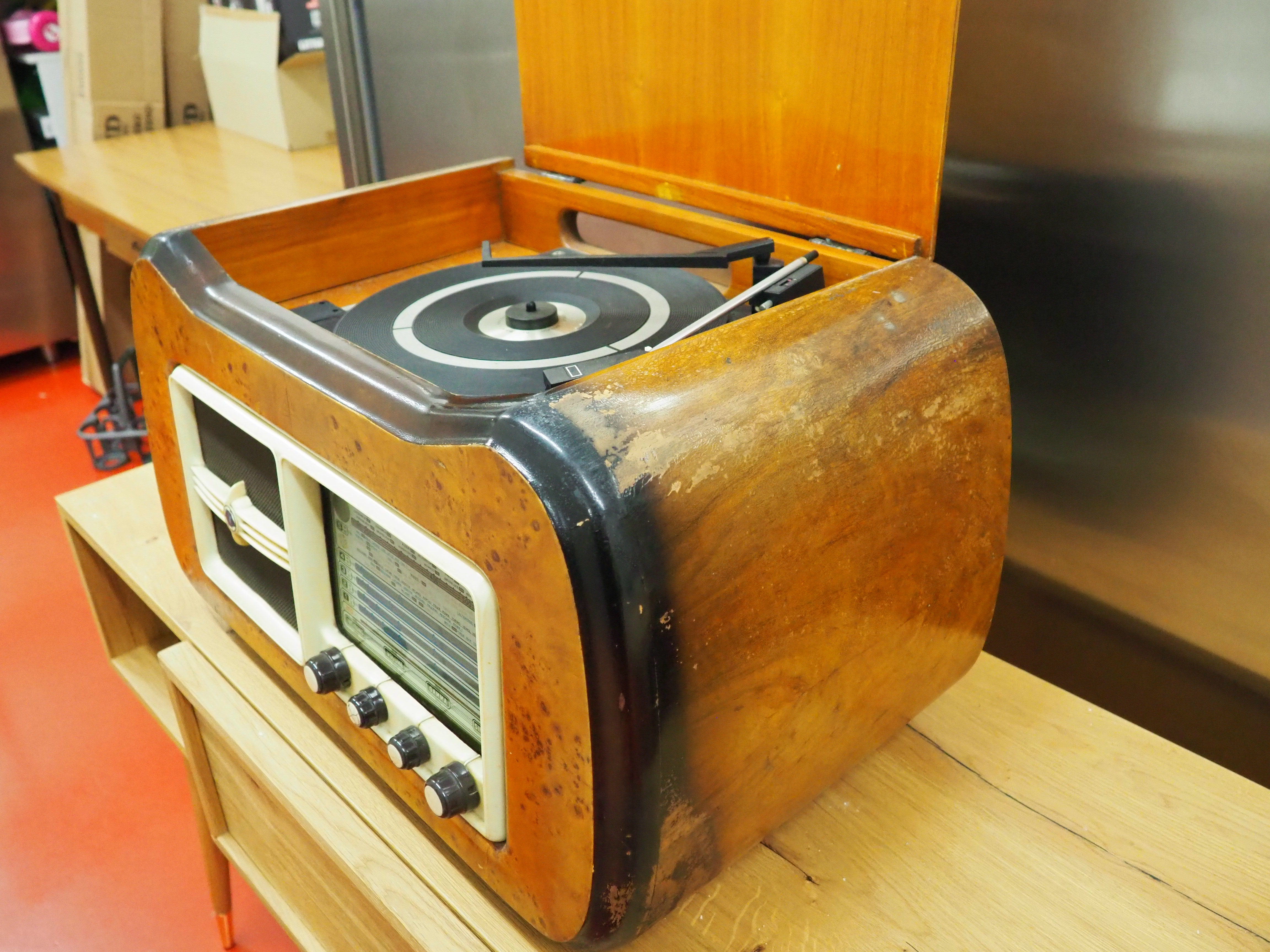
fonoradio
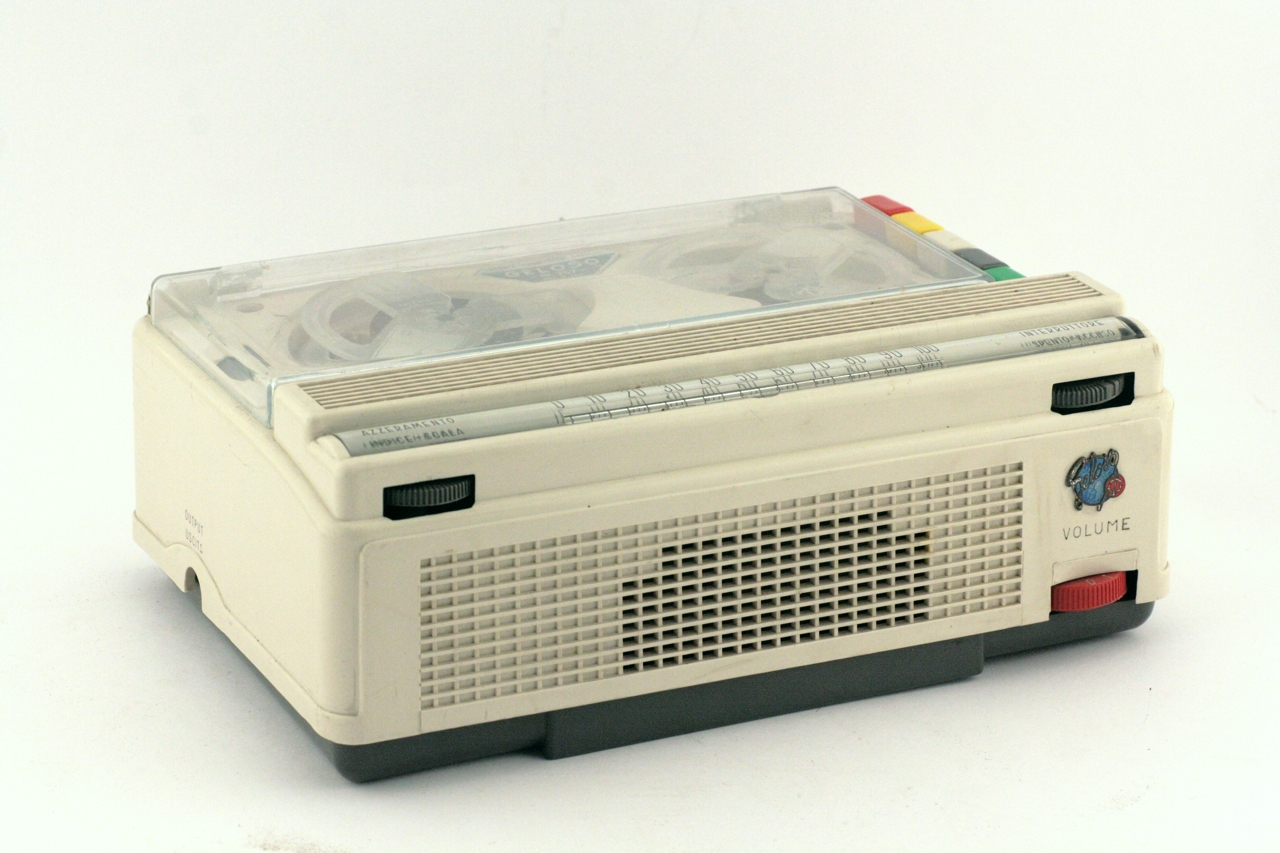
Grabadora de valvulasGelosoG 257 - año 1961
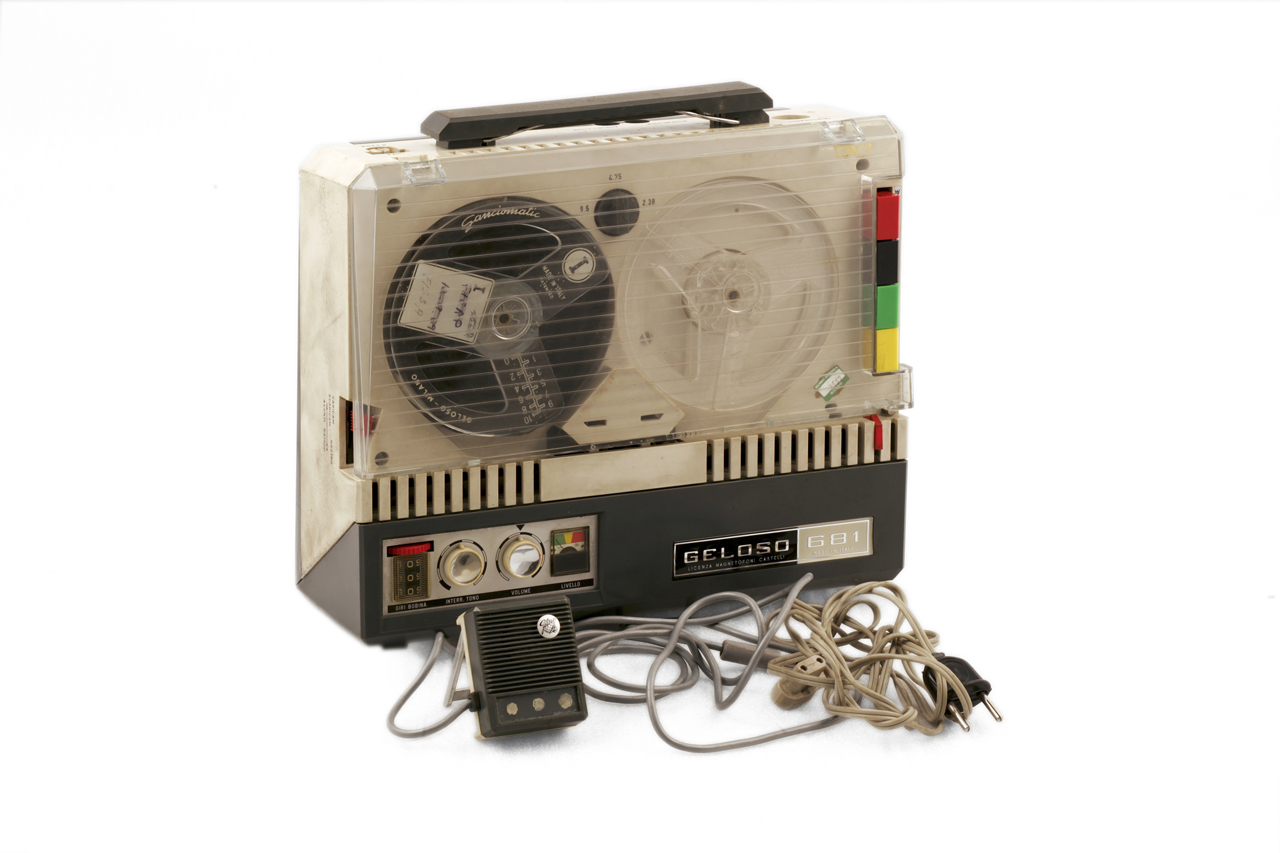
Grabadora de transistores G 681 - año 1964
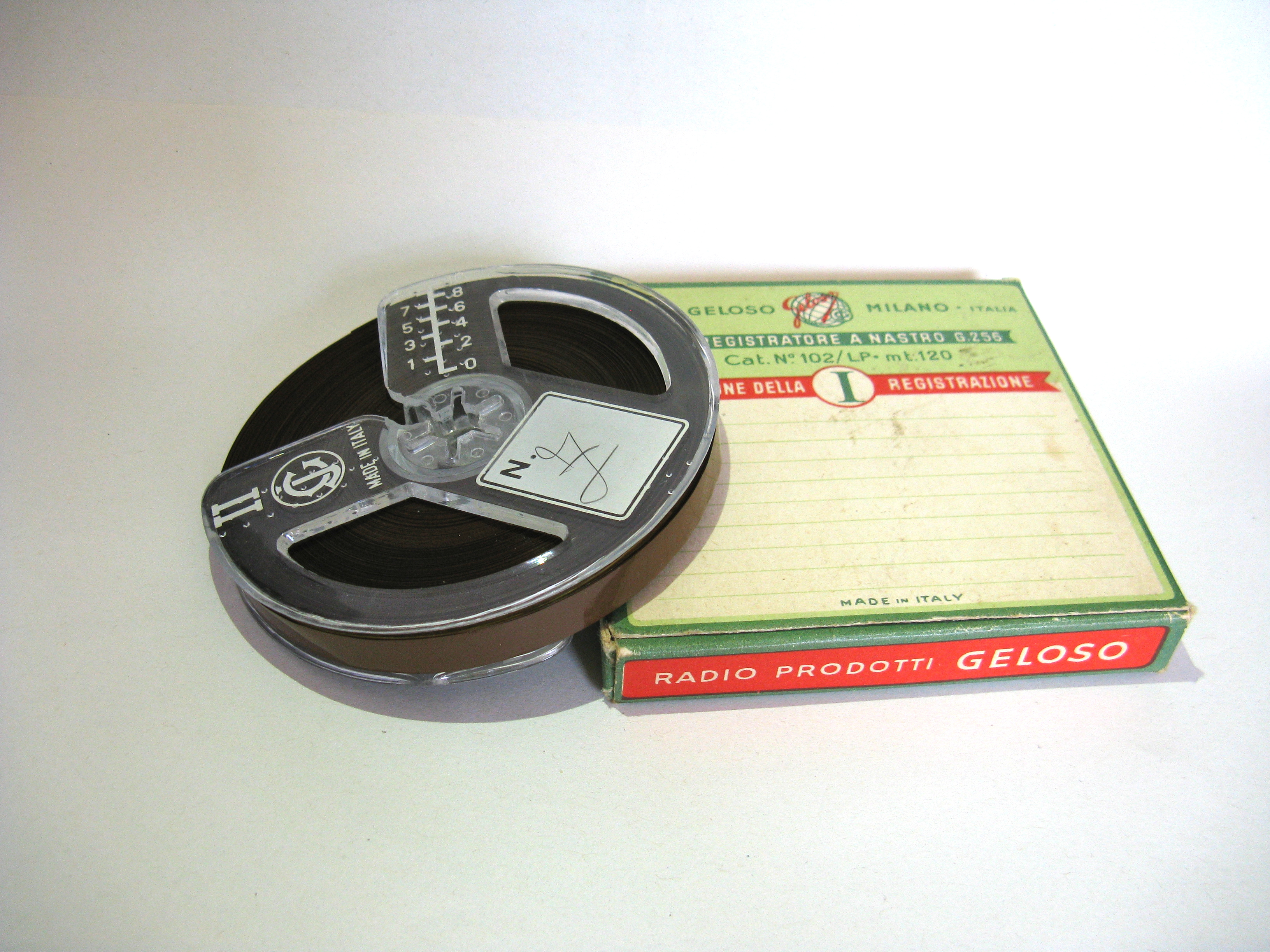
Bobina de cinta magnética de 8 cm.